# Morteza Chodadadi
Morteza Chodadadi (pers. مرتضی خدادادی; ur. 1 stycznia 1959) – irański judoka.
Brązowy medalista igrzysk azjatyckich w 1986 roku.